# Saturn Ion
 (avril 2017).
Si vous disposez d'ouvrages ou d'articles de référence ou si vous connaissez des sites web de qualité traitant du thème abordé ici, merci de compléter l'article en donnant les références utiles à sa vérifiabilité et en les liant à la section « Notes et références ».
Pour les articles homonymes, voir Ion (homonymie).
La Saturn Ion est une automobile compacte vendue par Saturn de 2003 à 2007. Elle succède à la Saturn S-Series, et est remplacée par la Saturn Astra en 2008. À partir de 2006, la Saturne Ion était la plus grande compacte vendue en Amérique du Nord. La production et les ventes cessent en mars 2007.

## Historique

### 2003 - 2004

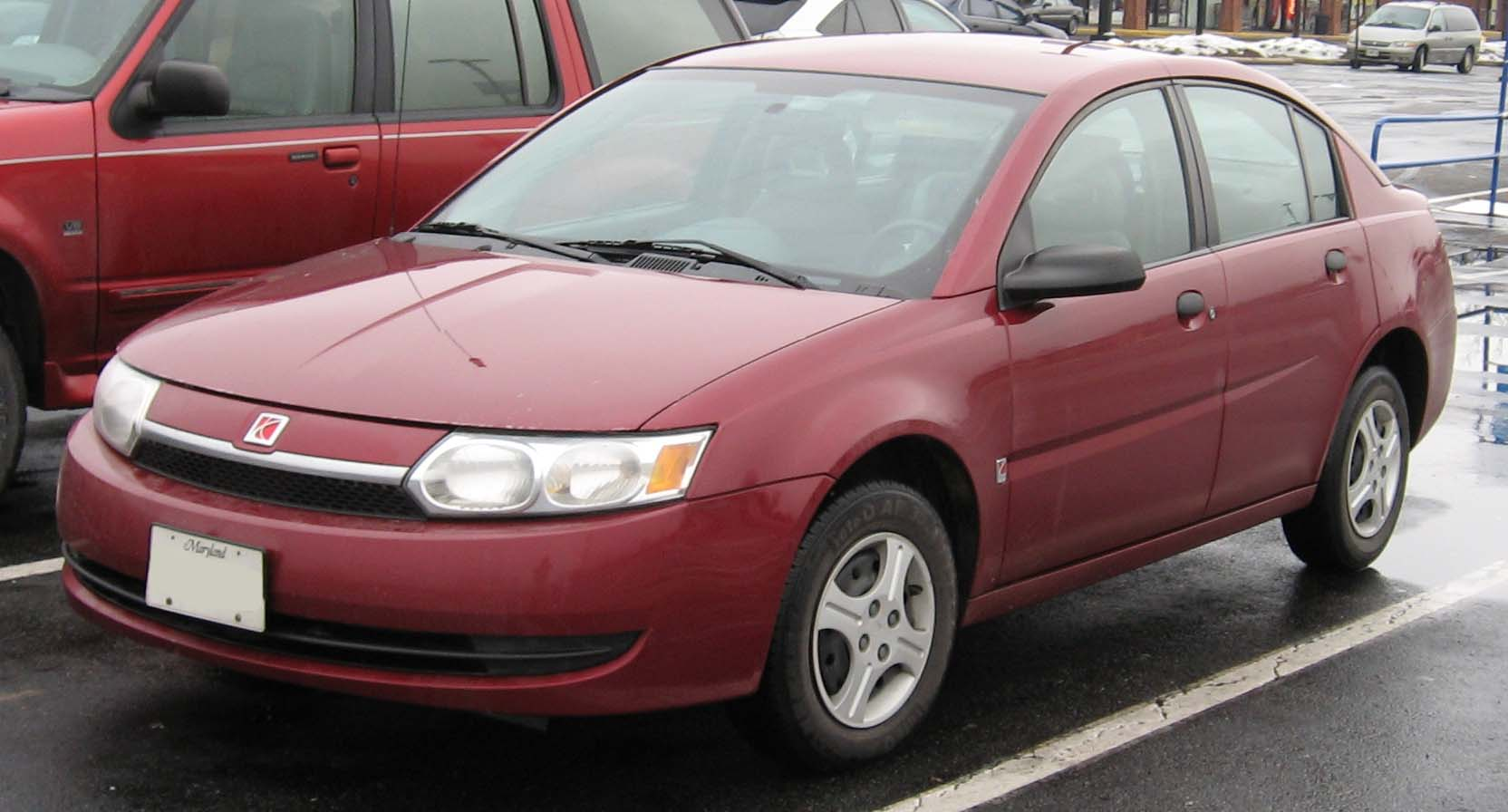
Saturn Ion berline (2003-2004)

La Saturn Ion quad coupe fit pour la première fois son apparition au Salon de l'automobile de New York en 2002. La version vendue dès 2003 débutait avec un quatre cylindres 2,2L 140 chevaux double arbre Ecotec. Son tableau de bord était situé au centre de la planche de bord plutôt que derrière le volant. La Ion était disponible avec des finitions dénommées 1, 2 et 3, la première incluant uniquement des vitres manuelles et des enjoliveurs. Des options comme les antibrouillards, le toit-ouvrant ou un aileron sur le coupé étaient disponibles. De plus, le modèle était disponible carrossé en berline classique ou sous forme de quad coupe, un coupé possédant deux petites portières arrière antagonistes.

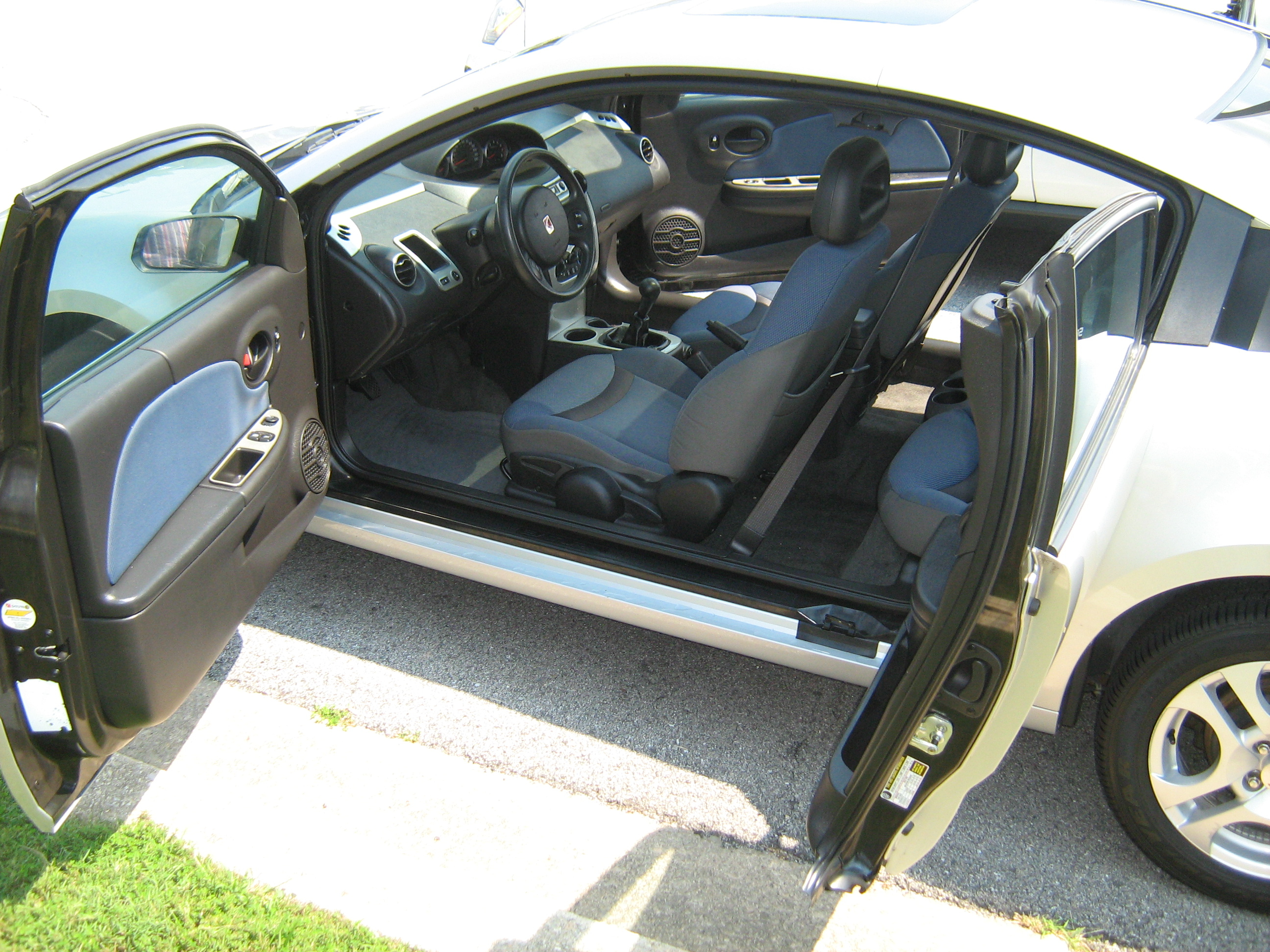
portières "suicide"

Les boîtes de vitesses disponibles étaient une manuelle Getrag ou une automatique Aisin, toutes deux à 5 vitesses. L'automatique comportait quelques particularités, comme un overdrive permettant de rapprocher les rapports pour de bonnes accélérations tout en abaissant le régime moteur sur autoroute, ce qui provoque une réduction du bruit et de la chaleur générés par le moteur ainsi que d'abaisser la consommation. Les Ion coupé 2003 et 2004 étaient disponibles avec une boîte à variateur à la place de l'automatique.
La transmission Aisin fut assez peu populaire auprès des utilisateurs d'Ion à cause d'une particularité surprenante de cette boîte, celle-ci ayant tendance à rétrograder dans les descentes faisant alors "hurler" le moteur.

### 2005 - 2006

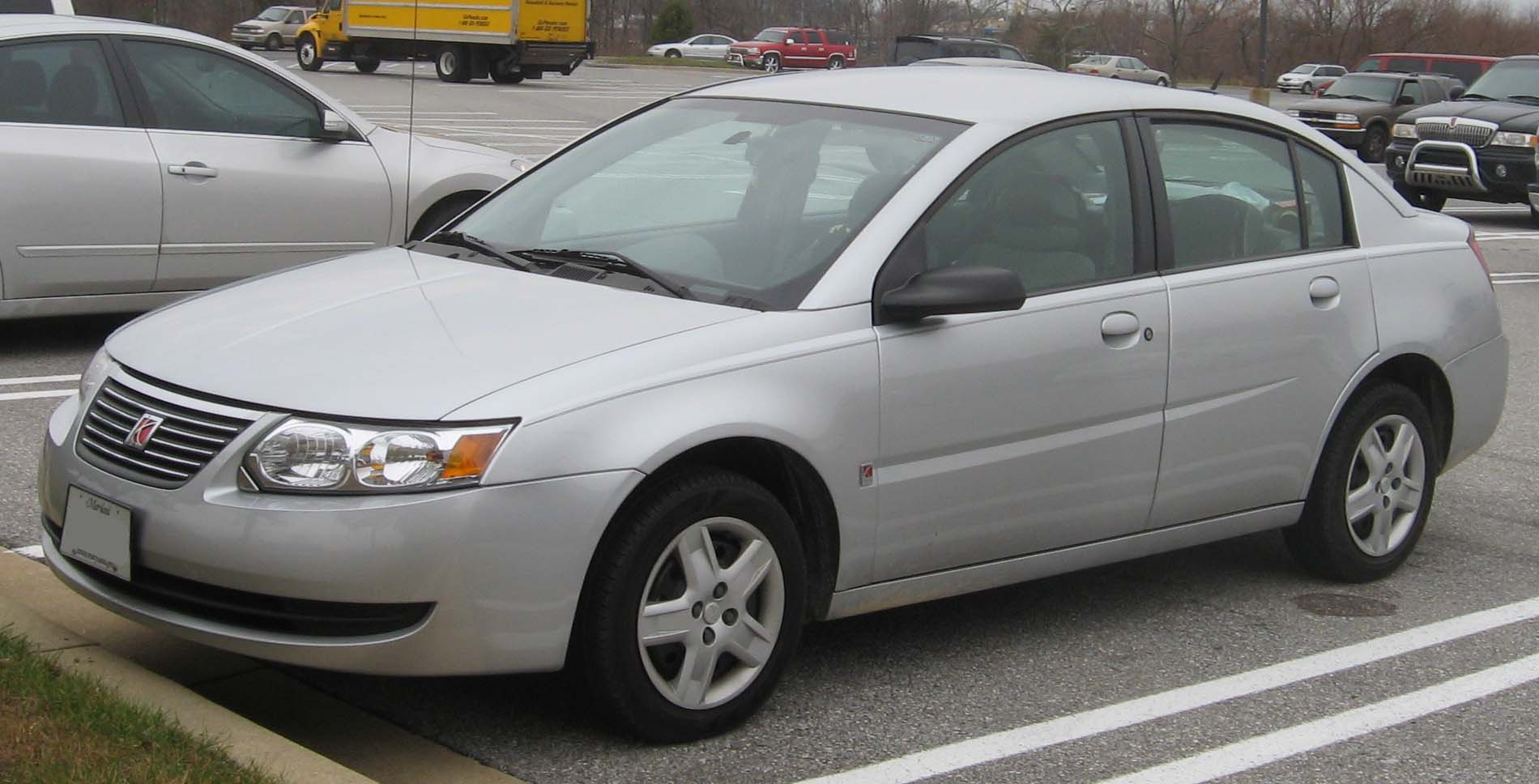
Saturn Ion berline (2005-2007)

En 2005 la boîte automatique Aisin fut arrêtée à cause d'un dysfonctionnement, le moteur montant brutalement dans les tours lors d'un passage de vitesse effectué après un long stationnement. Ce problème survenait chez tous les constructeurs utilisant ce type de transmission, comme Toyota par exemple. La transmission CVT du coupé fut elle aussi abandonnée pour des raisons de rentabilité. Elles furent remplacées par une GM à 4 vitesses, qui devenait dès lors la seule boîte automatique disponible. La berline 2005 reçut aussi un nouveau volant, identique à celui du coupé. Au milieu de l'année, les sièges de l'Ion 1 de base eurent droit à des tissus de meilleure qualité ainsi qu'à un réglage en hauteur. Enfin fut introduite la technologie "Quiet Steel", destinée à réduire le bruit émis par le véhicule. Les quelques changements cosmétiques étaient une nouvelle face avant avec une calandre plus large, et des enjoliveurs et jantes redessinés. Sous le capot, fut ajoutée une couche d'insonorisants afin de réduire le bruit du moteur.
Les niveaux de finition 2 et 3 offraient désormais le nouvel autoradio GM, incluant notamment une connexion MP3.
En 2006, un nouveau moteur fit son apparition, sur l'Ion 3 uniquement. Il s'agissait d'un quatre cylindres 2,4 L à distribution variable de 170 chevaux.

### 2007

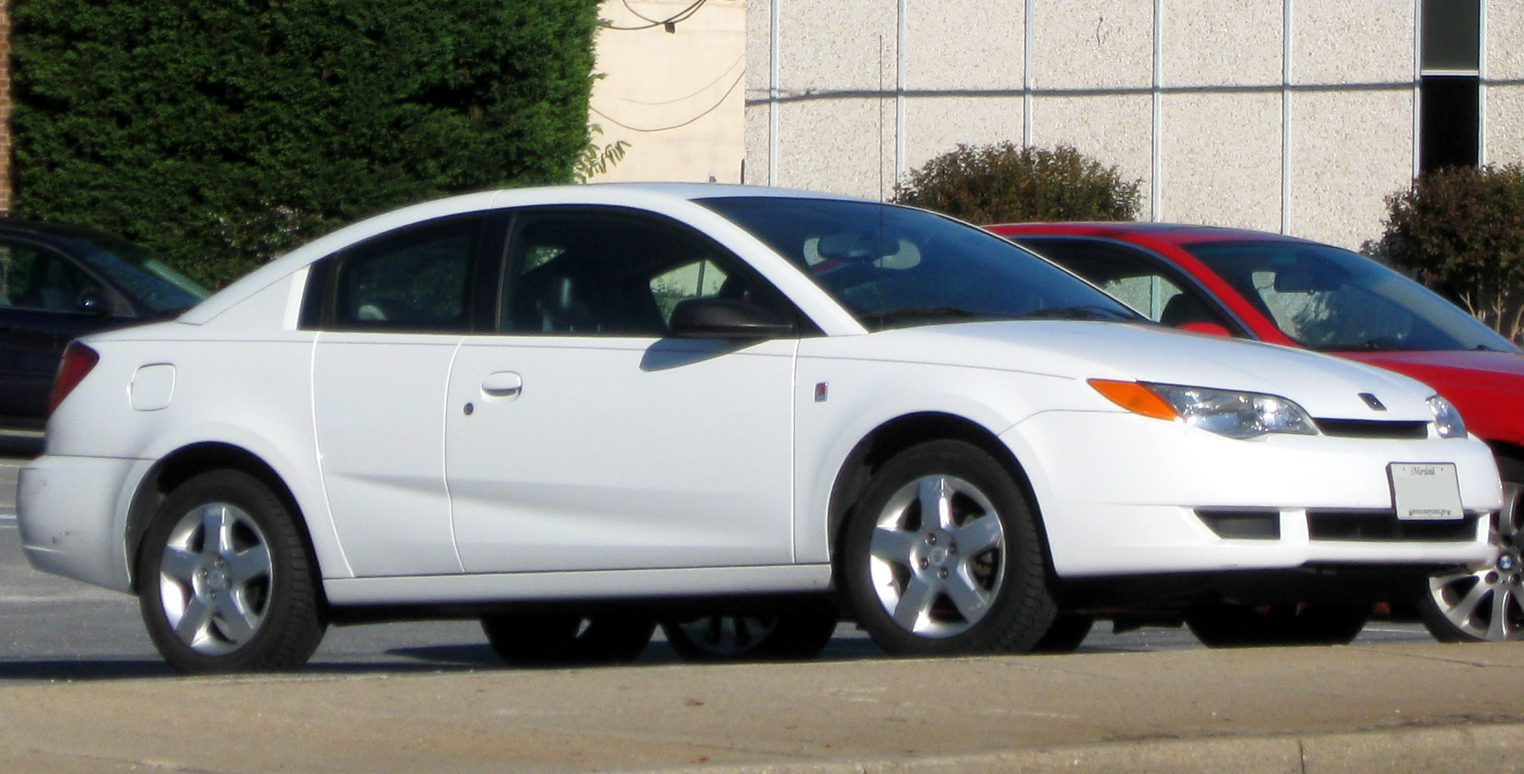
Saturn Ion quad coupe 2007

Le 2,2L Ecotec fut amélioré au cours de l'année : la puissance passa de 140 à 145 chevaux, et le couple de 197 N m à 203 N m à 4 000 tr/min. Il y gagna aussi l'ECU du moteur 2,4 L.
Le 2,4 L progressa dans des proportions similaires : sa puissance passa de 170 à 175 chevaux et son couple de 219 à 222 N m à 4 800 tr/min.
Un "Pack Apparence" était disponible sur l'Ion 3 coupé, comprenant des pare-chocs redessinés, des bas de caisse, des antibrouillards ronds et une sortie d'échappement chromée de forme ovale. Les sièges baquets Recaro de la Red Line Edition étaient remplacés par des sièges garnis de cuir comprenant un système de détection de passager.
L'Ion fut interrompue après l'année-modèle 2007, et remplacée par la Saturn Astra, une Opel Astra rebadgée.

### Red Line Edition

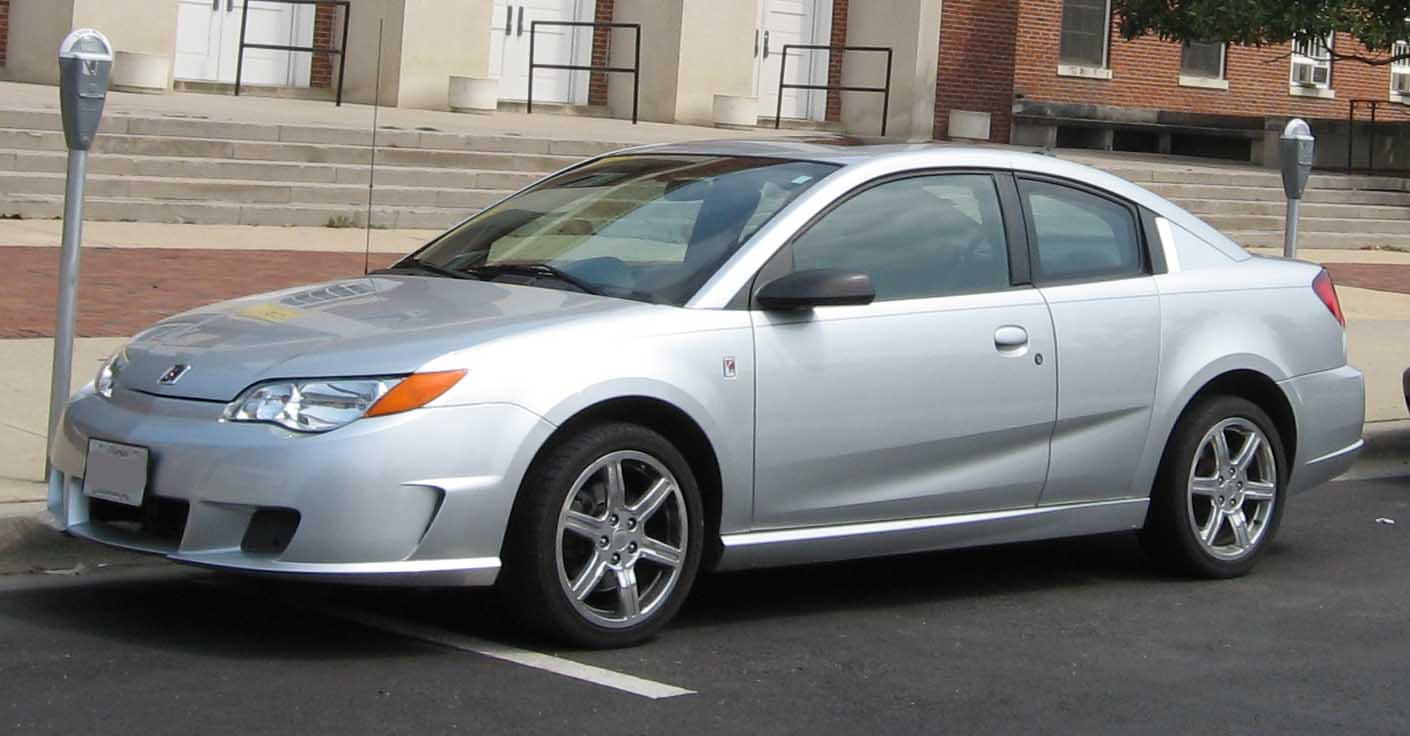
Saturn Ion Red Line

De 2004 à 2007, Saturn produisit la Ion Red Line. Celle-ci adoptait l'ensemble châssis-moteur de la Chevrolet Cobalt SS Supercharged Edition. L'Ion Red Line partageait la plupart de ses caractéristiques intérieures avec l'Ion coupé standard, incluant les portes-suicide arrière afin de rendre plus accessible les sièges arrière.
La Ion Red Line est une sportive GM négligée, car la marque Saturn n'était pas censée vendre de modèles à haute performance. Pourtant, la Red Line passait de 0 à 97 km/h en 6 secondes, et effectuait le quart de mile (402 m) en 14,1 secondes. GM Performance avait modifié les réglages de suspension, rabaissé la voiture de 10 mm, et ajouté quatre freins à disque agrandis par rapport à ceux d'origine. La voiture était aussi équipée de jantes alliage 17 pouces et de pneus Dunlop Sport SP9000 215/45, de barres anti-roulis allégées, d'amortisseurs filetés et de baquets Recaro. Grâce à ses freins agrandis, la Red Line passait de 113 km/h à l'arrêt complet en seulement 50 mètres, ce que John Phillips du magazine Car and Driver appellera un "territoire Porschien". Étaient aussi inclus une sortie d'échappement de 5,7 cm de diamètre avec embout chromé, donnant un ton plus agressif à l'échappement, et le système OnStar. La Ion Red Line débutait à 20 950 dollars.
Le Pack Compétition fut introduit en option en 2005. Il comprenait des jantes alliages 17" de couleur gris métalliques, un compte-tours Ladder équipé de shift lights (lampes s'allumant pour prévenir de la nécessité de passer une vitesse), un différentiel à glissement limité et des antibrouillards. Mi-2006, GM présenta deux kits d'amélioration moteur pour l'Ion Red Line et la Cobalt SS. Le kit Stage 1 coûtait 500 $ et incluait des injecteurs à débit plus élevé et un ECU recalibré pour faire passer la puissance de 208 ch (153 kW) à 239 ch (176 kW) et le couple de 271 à 278 N m. Le kit Stage 2 augmentait encore la puissance donnée par le seul kit Stage 1. En plus de ce dernier, il ajoutait en effet un rail et une poulie plus petits pour le compresseur, augmentant encore la puissance à 244 ch (180 kW) et le couple à 296 N m.
Le 17 octobre 2003, sur le lac salé de Bonneville, dans l'Utah, une Ion Red Line décrocha un nouveau record de vitesse terrestre dans la catégorie "G/moteur à explosion d'essence" à 342 km/h. Le précédent record s'établissait à 295 km/h depuis 2001.
| Chiffres de production de la Saturn Ion Red Line | Chiffres de production de la Saturn Ion Red Line | Chiffres de production de la Saturn Ion Red Line | Chiffres de production de la Saturn Ion Red Line | Chiffres de production de la Saturn Ion Red Line | Chiffres de production de la Saturn Ion Red Line |
| Couleur                                          | 2004                                             | 2005                                             | 2006                                             | 2007                                             | Total                                            |
| ------------------------------------------------ | ------------------------------------------------ | ------------------------------------------------ | ------------------------------------------------ | ------------------------------------------------ | ------------------------------------------------ |
| Gris                                             | 831                                              | 353                                              | 274                                              | 131                                              | 1 589                                            |
| Rouge                                            | aucune                                           | 286                                              | 260                                              | 116                                              | 662                                              |
| Bleu                                             | 783                                              | 478                                              | 189                                              | 134                                              | 1 584                                            |
| Noir                                             | 1 012                                            | 395                                              | 406                                              | 173                                              | 1 986                                            |
| Total                                            | 2 626                                            | 1 512                                            | 1135                                             | 554                                              | 5 827                                            |
| Competition package                              | 0                                                | 118                                              | 641                                              | 337                                              | 1 096                                            |

### Fin de production
General Motors décida d'arrêter la production de l'Ion après l'année-modèle 2007. Elle fut remplacée par l'Astra 2008.
L'Astra reposait sur la même plateforme que l'Ion, mais était une Opel rebadgée et non plus un véhicule spécifique. De plus, alors qu'Opel déclinait l'Astra en de nombreuses carrosseries et motorisations, Saturn n'en importa qu'une petite partie - l'Astra disposait seulement d'un moteur basique, de deux carrosseries 3 et 5 portes, chacune disponible en deux finitions.
Cet arrêt ayant été combiné à la disparition de ses homologues Chevrolet HHR et Cobalt, GM quitta complètement le marché des berlines low-cost. La descendante la plus directe de l'Ion aujourd'hui serait la Chevrolet Cruze, qui ne possède pas de motorisations sportives.
GM cessa aussi de vendre des kits de performance Stage 2 et 3, une spécificité apparue avec l'Ion et la Cobalt. Ces facteurs ont fait de la Ion Red Line une voiture beaucoup plus puissante que les véhicules GM équivalents une décennie plus tard.
La Buick Verano Turbo pourrait être le successeur le plus direct de la Red Line de nos jours - même s'il s'agit d'un véhicule considéré comme pretium et donc vendu sensiblement plus cher. Les prix de la Verano Turbo commencent en effet plus de 9 000 dollars au-dessus de ceux de l'Ion Red Line (inflation non-incluse).